# Кібератака на державні реєстри України (2024)
Кібератаки на державні реєстри України — хакерські атаки на сайти Національних інформаційних систем (НАІС) та Міністерства юстиції України, що відбулися 19 грудня 2024 року. За атакою стоять російські спецслужби.
Після кібератаки Мін'юст не продовжив контракт із гендиректором державного підприємства «НАІС» Олексія Бережного.
Реєстри відновили 20 січня 2025 року.

## Атака 19 грудня 2024 року
19 грудня 2024 року, за словами Міністерки юстиції України Ольги Стефанішиної, державні реєстри України та сайт Міністерства юстиції України зазнали наймасштабнішої зовнішньої кібератаки за останній час. Як наслідок, призупинено роботу Єдиних і Державних реєстрів Міністерства юстиції України.
20 грудня на базі Тимчасової спеціальної комісії Верховної Ради України з питань захисту прав інвесторів створили робочу групу для перевірки причин блокування роботи держреєстрів.

## Недоступні реєстри
Кібератака негативно вплинула на роботу багатьох систем, які використовують дані реєстрів. Призупинено надання послуг, пов'язаних з ідентифікацією або верифікацією даних. Не функціонувала система е-нотаріат. Президентка Асоціації фахівців з нерухомості Олена Гайдамаха повідомила: «Не працюють Державний реєстр актів цивільного стану громадян, Єдиний державний реєстр юридичних осіб та ФОП, Державний реєстр прав на нерухоме майно та їх обтяжень. Відповідно, наразі всі угоди з нерухомістю неможливі».
Близько 60 різних реєстрів виявились недоступними. Зокрема атаки зазнали:
- Автоматизована система «Банкрутство і неплатоспроможність»
- Автоматизована система виконавчого провадження
- Державний реєстр актів цивільного стану громадян
- Державний реєстр баз персональних даних
- Державний реєстр іпотек
- Державний реєстр друкованих засобів масової інформації
- Державний реєстр застав рухомого майна
- Державний реєстр обтяжень рухомого майна
- Державний реєстр прав на нерухоме майно
- Державний реєстр прав власності на нерухоме майно
- Державний реєстр угод
- Єдина державна електронна система е-нотаріату
- Єдиний державний реєстр виконавчих проваджень
- Єдиний державний реєстр засуджених і осіб, узятих під варту
- Єдиний державний реєстр об'єднань громадян та благодійних організацій
- Єдиний державний реєстр осіб, щодо яких застосовано положення Закону України «Про очищення влади»
- Єдиний державний реєстр юридичних осіб, фізичних осіб підприємців та громадських формувань
- Єдиний реєстр арбітражних керуючих України
- Єдиний реєстр боржників
- Єдиний реєстр довіреностей
- Єдиний реєстр довіреностей, посвідчених у нотаріальному порядку
- Єдиний реєстр заборон відчуження об'єктів нерухомого майна
- Єдиний реєстр заповітів та спадкових справ
- Єдиний реєстр нотаріусів України
- Єдиний реєстр об'єднань громадських формувань
- Єдиний реєстр приватних виконавців України
- Єдиний реєстр спеціальних бланків нотаріальних документів
- Єдиний реєстр підприємств, щодо яких порушено провадження у справі про банкрутство
- Електронний реєстр апостилів
- Реєстр спеціальних бланків документів інформаційної системи Міністерства юстиції України
- Реєстр громадських об'єднань

Водночас атака не вразила Єдиний державний реєстр судових рішень. Також у системі YouControl збереглися відомості з державних реєстрів, які були оновлені 19 грудня.

## «Дія» під час кібератаки
Певні порушення у роботі через кібератаку також зазнав портал державних сервісів «Дія». Спочатку на порталі повідомили про тимчасову недоступність до частини сервісів через «оновлення державних реєстрів», а згодом уточнили, що через «відновлення державних реєстрів».
20 грудня, під час «години запитань до уряду» у Верховній Раді, Прем'єр-міністр Денис Шмигаль запевнив, що «Дія» не постраждала, оскільки її негайно відключили від реєстрів і «вдалося швидко все локалізувати».
У «Дії» недоступними виявилися реєстри Національних інформаційних систем:
- Актові записи
- Актові записи про зміну імені
- Актові записи про народження
- Актові записи про розлучення
- Актові записи про шлюб
- Бронювання за сертифікатом
- Бронювання працівників
- Будівельні послуги
- Будівельні послуги
- Виконавчі провадження
- Витяг з ЄДР
- Витяг про місце проживання дитини
- Витяги та повторна видача свідоцтв із ДРАЦС
- Допомога людині, яка доглядає за хворою дитиною
- Допомога на дитину одинокій матері або батьку
- Допомога особі з інвалідністю з дитинства та дітям з інвалідністю
- Допомога при усиновленні дитини
- єВідновлення
- єВідновлення для бізнесу
- єОселя
- Заява про шлюб
- Зміна місця проживання
- Інформаційна довідка з ДРРП
- Кредити ВПО
- Міжнародний реєстр збитків
- Перереєстрація авто
- Перехід ТОВ на модельний статут
- Повідомлення про пошкоджене/знищене майно
- Повідомлення про ремонтні роботи
- Реєстрація права власності на майно
- Реєстрація ТОВ
- Реєстрація, внесення змін, закриття ФОП
- Свідоцтва про народження
- Шлюб онлайн (крім послуги заручин)

26 грудня міністр цифрової трансформації Михайло Федоров заявив, що послуга бронювання працівників на порталі «Дія» знову доступна.

## Відновлення реєстрів
30 грудня Мін'юст оголосив про відновлення перших трьох реєстрів:
- Єдиний реєстр довіреностей,
- Спадковий реєстр,
- Єдиний реєстр спеціальних бланків нотаріальних документів[15][16].

5 січня 2025 року в Державному реєстрі актів цивільного стану запрацювали послуги:
- Витяги про місце проживання дітей
- Актуалізація даних про місце проживання дітей
- Зимова єПідтримка для дітей
- Соціальні виплати — субсидії, допомога сім'ям з дітьми[17].

20 січня влада повідомила про відновлення функціонування решти реєстрів Міністерства юстиції.

## Цитати щодо реєстрів
| | Реєстри вже працюють, і ми перейшли до завершального етапу — відновлення реєстрів рухомого майна та зняття обтяжень, що забезпечить повне функціонування всіх послуг. І сьогодні Міністерство здійснює комплексне тестування кожного реєстру перед його запуском та забезпечує максимальну безпеку даних |
| — Ольга Стефанішина, Віцепрем'єрка-Міністерка юстиції, https://www.ukrinform.ua/rubric-society/3947289-ministerstvo-usticii-perejslo-do-zaversalnogo-etapu-vidnovlenna-reestriv-stefanisina.html | |

## Організатори кібератаки
Керівник Департаменту кібербезпеки СБУ Володимир Карастельов заявив, що атаку здійснила одна із російських хакерських груп. Служба безпеки України встановила її зв'язки з головним розвідувальним управлінням генштабу ЗС РФ.
На СБУ покладено завдання провести комплексні заходи з відбиття кібератаки, відновлення працездатності інфраструктури та подолання наслідків. Правоохоронці задокументували кібератаку як злочин і відкрили кримінальне провадження за 438 (порушення законів та звичаїв війни) та іншими статтями Кримінального кодексу України.

## Після відновлення
27 березня 2025 року в Києві відбувся перший в Україні спеціалізований форум «Держреєстри Мін’юсту: стратегічне значення, безпека та розвиток», організований Міністерством юстиції України. 
Форум став першою платформою для обговорення стратегічного значення національних реєстрів, реальних викликів у забезпеченні їхнього захисту та перспектив розвитку цифрових державних послуг. Це запропонована відповідь на кіберзагрози та можливість консолідації зусиль представників державного сектору, фахівців з інформаційної безпеки та професійної спільноти користувачів реєстрів.